# Zeslandentoernooi 2019 (onder 20)
De twaalfde editie van het Zeslandentoernooi onder 20 van de Rugby Union werd gespeeld van 1 februari tot en met 15 maart 2019 tussen de rugbyteams van Engeland, Frankrijk, Italië, Schotland, Wales en het Iers rugbyteam (het team dat zowel de Republiek Ierland als Noord-Ierland vertegenwoordigt in internationale wedstrijden). Frankrijk verdedigde de titel. Ierland won het toernooi met een Grand slam.

## Deelnemende landen
| Land      | Stadion                                                               | Capaciteit          | Stad                       | Coach                 | Aanvoerder      |
| --------- | --------------------------------------------------------------------- | ------------------- | -------------------------- | --------------------- | --------------- |
| Engeland  | Sandy Park Goldington Road Franklin's Gardens                         | 13.593 5.000 15.200 | Exeter Bedford Northampton | Steve Bates           | Fraser Dingwall |
| Frankrijk | Stade de la Rabine Stade du Hameau                                    | 9.500 18.000        | Vannes Pau                 | Sébastien Piqueronies | Arthur Vincent  |
| Ierland   | Irish Independant Park                                                | 8.008               | Cork                       | Noel McNamara         | David Hawkshaw  |
| Italië    | Stadio Danilo Martelli Stadio Centro d'Italia Stadio Pozzi La Marmora | 17.844 10.163 5.000 | Mantua Rieti Biella        | Fabio Roselli         | Davide Ruggeri  |
| Schotland | Netherdale Meggetland                                                 | 4.000 4.388         | Galashiels Edinburgh       | Carl Hogg             | Connor Boyle    |
| Wales     | Stadiwm Zip World (Parc Eirias)                                       | 6.080               | Colwyn Bay                 | Gareth Williams       | Tommy Reffell   |

## Stand
| Positie | Land      | Wedstrijden | Wedstrijden | Wedstrijden | Wedstrijden | Punten | Punten | Punten   | Try's | Try's | Tabel Punten |
| Positie | Land      | Gespeeld    | Gewonnen    | Gelijk      | Verloren    | Voor   | Tegen  | Verschil | Voor  | Tegen | Tabel Punten |
| ------- | --------- | ----------- | ----------- | ----------- | ----------- | ------ | ------ | -------- | ----- | ----- | ------------ |
| 1       | Ierland   | 5           | 5           | 0           | 0           | 150    | 92     | 58       | 18    | 12    | 26           |
| 2       | Frankrijk | 5           | 3           | 0           | 2           | 157    | 130    | 27       | 22    | 19    | 17           |
| 3       | Engeland  | 5           | 3           | 0           | 2           | 148    | 82     | 66       | 20    | 11    | 16           |
| 4       | Wales     | 5           | 2           | 0           | 3           | 100    | 107    | -7       | 12    | 15    | 10           |
| 5       | Italië    | 5           | 1           | 0           | 4           | 99     | 168    | -69      | 15    | 22    | 7            |
| 6       | Schotland | 5           | 1           | 0           | 4           | 88     | 163    | -75      | 14    | 22    | 6            |

## Programma en uitslagen
Op 2 november 2018 werd het programma bekendgemaakt.

### Week 1
| 1 februari 2019 20:15 | Ierland                                                                                           | 35 - 27 | Engeland                                                                                  | Irish Independant Park, Cork Toeschouwers: 5.764 Scheidsrechter: Ludovic Cayre |
| 1 februari 2019 20:15 | Try: Tierney-Martin 30', 46' Penny 38' Foley 79' Con: Byrne 32', 39', 80' Pen: Byrne 5', 35', 55' | Verslag | Try: Murley 10' Willis 14' Hodge 33' Con: Smith 12', 16', 34' Pen: Smith 40' Hardwick 48' | Irish Independant Park, Cork Toeschouwers: 5.764 Scheidsrechter: Ludovic Cayre |

| 1 februari 2019 20:30 | Schotland                                                                   | 22 - 32 | Italië                                                                                          | Netherdale, Galashiels Scheidsrechter: Adam Jones |
| 1 februari 2019 20:30 | Try: Boyle 43' Jupp 48' McLean 71' Con: Thompson 44', 49' Pen: Thompson 38' | Verslag | Try: Nocera 23' Taddia 58' Mori 64' Trulla 79' Con: Garbisi 59', 65', 80' Pen: Garbisi 12', 26' | Netherdale, Galashiels Scheidsrechter: Adam Jones |

| 3 februari 2019 15:00 | Frankrijk                                                                                            | 32 - 10 | Wales                                          | Stade de la Rabine, Vannes Scheidsrechter: Ben Blain |
| 3 februari 2019 15:00 | Try: Zegueur 25' Lebel 39' Geraci 48' Pinto 80' Con: Carbonel 26', 40', 80+1' Pen: Carbonel 10', 59' | Verslag | Try: Roberts 20' Con: Evans 21' Pen: Evans 31' | Stade de la Rabine, Vannes Scheidsrechter: Ben Blain |

### Week 2
| 8 februari 2019 20:30 | Schotland      | 5 - 24  | Ierland                                                                               | Netherdale, Galashiels Scheidsrechter: Andrea Piardi |
| 8 februari 2019 20:30 | Try: Boyle 71' | Verslag | Try: Tierney-Martin 21' Hodnett 60' Wren 80' Con: Byrne 22', 61', 80+1' Pen: Byrne 6' | Netherdale, Galashiels Scheidsrechter: Andrea Piardi |

| 9 februari 2019 14:05 | Engeland                                                  | 31 - 19 | Frankrijk                                      | Sandy Park, Exeter Scheidsrechter: Craig Evans |
| 9 februari 2019 14:05 | Try: Sleightholme 3' Willis 32' Adkins 33' Con: Smith 40' | Verslag | Try: Joseph 25' Delbouis 39' Con: Carbonel 37' | Sandy Park, Exeter Scheidsrechter: Craig Evans |

| 10 februari 2019 15:00 | Italië                                  | 12 - 42 | Wales | Stadio Danilo Martelli, Mantua Scheidsrechter: Sam Grove-White |
| 10 februari 2019 15:00 | Try: Mba 60' Trulla 78' Con: Trulla 78' | Verslag | Try: Basham 14', 20', 44' Scragg 38' Buckland 74' Davies 80' Con: Evans 14', 20', 38', 44' Costelow 74', 80' | Stadio Danilo Martelli, Mantua Scheidsrechter: Sam Grove-White |

### Week 3
| 22 februari 2019 20:00 | Italië                                              | 14 - 34 | Ierland                                                                                           | Stadio Centro d'Italia, Rieti Scheidsrechter: Craig Evans |
| 22 februari 2019 20:00 | Try: Nocera 73' Butturini 78' Con: Garbisi 74', 79' | Verslag | Try: Casey 10', 60' Penny 38' Hawkshaw 76' Con: Byrne 11', 39', 61' Healy 77' Pen: Byrne 22', 44' | Stadio Centro d'Italia, Rieti Scheidsrechter: Craig Evans |

| 22 februari 2019 20:05 | Wales                                | 11 - 10 | Engeland                                        | Stadiwm Zip World (Parc Eirias), Colwyn Bay Scheidsrechter: Sean Gallagher |
| 22 februari 2019 20:05 | Try: Smith 80+1' Pen: Evans 57', 63' | Verslag | Try: Tuima 69' Con: Hodge 70' Pen: Wilkinson 5' | Stadiwm Zip World (Parc Eirias), Colwyn Bay Scheidsrechter: Sean Gallagher |

| 22 februari 2019 22:00 | Frankrijk                                                                                               | 42 - 27 | Schotland                                                                  | Stade du Hameau, Pau Scheidsrechter: Christophe Ridley |
| 22 februari 2019 22:00 | Try: Pinto 5' Eglaine 13' Favre 26' Joseph 53', 78' Moefana 62' Con: Smaili 6', 14', 28', 54', 63', 79' | Verslag | Try: Blain 31', 49' Thompson 33' McCallum 39' Fraser 66' Con: Thompson 40' | Stade du Hameau, Pau Scheidsrechter: Christophe Ridley |

### Week 4
| 8 maart 2019 20:15 | Ierland                                                                           | 31 - 29 | Frankrijk                                                                                  | Irish Independant Park, Cork Scheidsrechter: Craig Maxwell-Keys |
| 8 maart 2019 20:15 | Try: Wycherley 13', 59' Reid 69' Con: Healy 14', 60' Pen: Healy 4', 32', 46', 55' | Verslag | Try: Gros 25' Carbonel 26', 64' Viallard 39' Con: Carbonel 16', 27', 80' Pen: Carbonel 52' | Irish Independant Park, Cork Scheidsrechter: Craig Maxwell-Keys |

| 8 maart 2019 20:30 | Schotland                                                                                   | 27 - 20 | Wales                                                                             | Meggetland, Edinburgh Scheidsrechter: Joy Neville |
| 8 maart 2019 20:30 | Try: Boyle 6' McCallum 15' McMichael 38' Blain 50' Con: Thompson 16', 39' Pen: Thompson 48' | Verslag | Try: Griffiths 76' Costelow 80' Con: Evans 80+1' Costelow 77' Pen: Evans 30', 35' | Meggetland, Edinburgh Scheidsrechter: Joy Neville |

| 8 maart 2019 20:45 | Engeland | 35 - 10 | Italië                    | Goldington Road, Bedford Scheidsrechter: Nikoloz Amashukeli |
| 8 maart 2019 20:45 | Try: Seabrook 5' Wilkinson 38' Fox 49' Sleightholme57' Con: Wilkinson 6' Hodge 50', 58' Pen: Hodge 41', 51' Vunipola 67' | Verslag | Try: Mori 12' Peruzzo 36' | Goldington Road, Bedford Scheidsrechter: Nikoloz Amashukeli |

### Week 5
| 15 maart 2019 19:00 | Italië                                                                             | 31 - 35 | Frankrijk                                                                                                | Stadio Pozzi La Marmora, Biella Scheidsrechter: Ben Blain |
| 15 maart 2019 19:00 | Try: Trulla 5' Marinello 55', 61' Mba 71', 80+1' Con: Garbisi 62' da Re 72', 80+7' | Verslag | Try: Viallard 26' Lemardelet 37' Pinto 42' Dumortier 44' Moefana 69' Con: Smaili 27', 38', 43', 45', 70' | Stadio Pozzi La Marmora, Biella Scheidsrechter: Ben Blain |

| 15 maart 2019 20:05 | Wales                                                       | 17 - 26 | Ierland                                                                                    | Stadiwm Zip World (Parc Eirias), Colwyn Bay Scheidsrechter: Christophe Ridley |
| 15 maart 2019 20:05 | Try: Owen 11' Morgan 59' Con: Evans 12', 60' Pen: Evans 30' | Verslag | Try: Wren 39' Tierney-Martin 47' Reilly 72' Clarkson 80' Con: Healy 40', 48' Flannery80+1' | Stadiwm Zip World (Parc Eirias), Colwyn Bay Scheidsrechter: Christophe Ridley |

| 15 maart 2019 20:45 | Engeland | 45 - 7  | Schotland                         | Franklin's Gardens, Northampton Scheidsrechter: Sean Gallagher |
| 15 maart 2019 20:45 | Try: de Glanville 11' Willis 40+3' Hinkley 56' Redpath 65' Petch 70' Barbeary 76' Reed 80' Con: Vunipola 12', 57', 66', 71', 80+1' | Verslag | Try: Anderson 7' Con: Thompson 8' | Franklin's Gardens, Northampton Scheidsrechter: Sean Gallagher |